# Шипи
Шипи (чеш. Šípy) је насељено мјесто са административним статусом сеоске општине (чеш. obec) у округу Раковњик, у Средњочешком крају, Чешка Република.

## Становништво
Према подацима о броју становника из 2014. године насеље је имало 209 становника.